# Biton werneri
Biton werneri är en spindeldjursart som beskrevs av Roewer 1933. Biton werneri ingår i släktet Biton och familjen Daesiidae. Inga underarter finns listade.